# Till I Waltz Again with You
 (avril 2019).
Till I Waltz Again with You est une chanson populaire écrite par Sid Prosen et publiée en 1952. Plutôt qu'une valse, c'est un shuffle lent de forme AABA.
L'enregistrement de Teresa Brewer a eu lieu le 19 août 1952 et a été publié par Coral Records sous le numéro de catalogue 60873. Il a été enregistré pour la première fois dans le tableau des meilleures ventes du magazine Billboard le 6 décembre 1952 et a duré 22 semaines (7 semaines à # 1).  sur le graphique, culminant à n ° 1. La chanson atteignit également la première place du tableau des caisses pendant six semaines en 1953. En avril 1953, alors qu'il était au lycée, Elvis Presley avait chanté la chanson dans l'émission "Annual Minstrel" de son lycée.  Presley a rappelé que le spectacle avait beaucoup fait pour sa réputation: "Je n’étais pas populaire à l’école ... j’ai échoué dans la musique - c’est la seule chose que j’ai jamais ratée. Et puis ils m’ont inscrit dans ce spectacle de talents ... quand j’ai joué sur scène, j’ai entendu  les gens grondaient et chuchotaient, etc., car personne ne savait que je chantais même. C'était incroyable à quel point je suis devenu populaire après ça."
Selon certaines sources, un record de Dick Todd aurait atteint la 17e position, un de Russ Morgan aurait atteint la 23e et un autre de The Harmonicats avait également atteint la 26e position dans les charts.  Coral a commercialisé la chanson avec succès auprès du public du pays.  Une version de South Carolinian Tommy Sosebea a atteint la 7ème place du sondage le plus joué par le Billboard par les disc jockeys du pays.
La chanson a été enregistrée par Alma Cogan et Joan Regan au Royaume-Uni à peu près au même moment.  En Australie en 1953, il a été enregistré par Bob Gibson & His Orchestra, mettant en vedette le chanteur Ross Higgins, sur le numéro de catalogue de l'étiquette du Pacifique PB-086, soutenu par Have You Heard ?.
Alma Cogan et The Kordites, avec l'orchestre de Frank Cordell, l'a enregistrée à Londres le 10 février 1952. La chanson a été publiée par EMI sur le label His Master Voice sous le numéro B 10469 au catalogue.
Semprini, pianoforte avec accompagnement rythmique, l'enregistra à Londres le 11 mars 1953, en tant que troisième chanson du medley "Dancing to the piano (No. 20) - Mélange de foxtrots" avec "Pourquoi tu ne me crois pas"  et "découragé".  Le medley a été publié par EMI sur le label His Master Voice sous le numéro B 10457 au catalogue.
Le 25 mai 1953, Harry James enregistra une version live interprétée au toit Astor à New York.  (Une nuit avec Harry James, 1975, Joyce LP-1014)